# Jak–14
A Jak–14 (orosz betűkkel: Як–14, NATO-kódja: Mare) a Szovjetunióban az 1940-es évek második felében kifejlesztett katonai szállító vitorlázó repülőgép (deszant-vitorlázórepülőgép), amit a szovjet légideszant-csapatok alkalmaztak. Csehszlovákiában néhány példánya üzemelt NK–14 típusjelzéssel.

## Története
A Jakovlev tervezőiroda 1948-ban kapott megbízást egy deszant-vitorlázórepülőgép megtervezésére a szovjet légideszant-csapatok számára. A Szovjet Hadsereg a második világháborúban csak kis teherbírású deszant-vitorlázórepülőgépekkel rendelkezett (pl. Antonov A–7, Gribovszkij G–11), és a motoros szállító repülőgépek sem voltak képesek nehéz fegyverzet szállítására. Az új vitorlázó géppel szemben elvárás volt a 3000 kg hasznos terhelés. A tervezőcsoport vezetésével Jevgenyij Adlert és Leonyid L. Szeljakovot bízták meg. A tervezéshez alaposan tanulmányozták a szovjet kézbe került német Gotha Go 242-es szállító vitorlázó repülőgépeket. A német gépekből a Jakovlev mérnökei sok konstrukciós megoldást átvettek (habár a két gép külsőre jelentősen eltér).
Az első prototípus 1948-ban készült el. A gép tesztelését a légideszant-csapatok pilótái végezték. A tesztrepülések során egy Il–12D típusú repülőgépet használtak vontatóként. A tesztek során a vitorlázó gép 3180 kg hasznos teherrel 2000 m-es magasságban 292 km/h-s sebesség mellett volt vontatható. A repülési próbák során feltárt hibák kijavítása után elkészítették a második prototípust, amely később a sorozatgyártású változat alapja lett. A második prototípus külsőre elsősorban a függőleges vezérsíkban tért el az elsőtől. A második gép a törzs fölött hosszan előrenyúló függőleges vezérsíkot kapott. A második prototípussal szabad repülésben 315 km/h-s siklósebességet értek el, miközben 305 km/h-s sebességgel lehetett vontatni. A tesztek befejezése után a sorozatgyártás a 464. sz. repülőgépgyárban kezdődött el.
A Szovjetunió Minisztertanácsa 1949. március 13-án kiadott 1045–395 sz. határozatában új harcászati-műszaki követelményrendszert határozott meg, melyben a hasznos teher 3500 kg-ra növelését írták elő. Ennek megfelelően a Jakovlev a második gyártási sorozatból való egyik gépet (gyártási száma: 4640203) 1949 augusztusában módosította az új követelményeknek megfelelően. A sárkányszerkezetet megerősítették. Ezen túlmenően a gépet két csúszótalppal is felszerelték, ami lehetővé tette, hogy havon vagy előkészítetlen talajon is leszállhasson. A módosított gépet hatásosabb féklappal látták el a leszálló sebesség csökkentése érdekében. Változtattak a pilótafülke berendezésein, kettőzött kezelőszervekkel látták el. A hadsereg kérésére javítottak a kabin szellőzésén. A hasznos teher növelésével a gép képes volt GAZ–51-es tehergépkocsi, ASZU–57 önjáró löveg, valamint GAZ–67-tel vontatott DP–55 páncéltörő ágyú befogadására is.
A módosított változattal a Szovjet Légierő Tudományos Kutatóintézete (NII VVSZ) 1949. augusztus 2. és szeptember 17. között elvégezte az állami repülési vizsgákat. Ennek során 30 felszállást végeztek, az összes repülési idő 25 óra 10 perc volt. A repülési próbákat a légideszant-csapatok akkori eszközeivel, így a GAZ–67B-vel vontatott tüzérségi fegyverekkel (57 és 67 mm-es ágyúk, 37 mm-es légvédelmi ágyú, 120 mm-es tarack, 160 mm-es aknavető), valamint ASZU–75 légideszant-önjárólöveggel. Az ASZU–57 nagyobb tömege (jármű, kezelőszemélyzet, lőszer-javadalmazás össztömege) miatt a gép maximális terhelését 3600 kg-ra kellett növelni. A sikeres állami repülési próbák után elkezdődött a módosított gép sorozatgyártása. A gép sorozatgyártását a 464. sz. gyár mellett a rosztovi 169. sz. repülőgépgyár is elkezdte.
1950-ben egy újabb kormányhatározatban tovább módosították a követelményrendszert és a Jakovlev tervezőirodát a Jak–14 további módosításával bízták meg. Ez a szállítási kapacitás további növelését írta elő, a szállítható személyek számát 27-re növelték. A módosított, Jak–14M jelzéssel ellátott gép gyártását 1950 márciusában kezdték el.
A Jak–14 sorozatgyártása 1949–1952 között folyt a 464. és a 16. sz. repülőgépgyárakban. Ezen időszak alatt összesen 413 darab Jak–14-est építettek.

## Alkalmazása
A gépet a szovjet légideszant-csapatok az 1950-es évek elejétől használták. A Jak–14-es volt az első szovjet szállító repülőgép, amely – vontatva – lehetővé tette, hogy a légideszant-csapatok fegyverzetét szétszerelés nélkül, egyben lehessen szállítani. A nagy szállító kapacitású teherszállító repülőgépek – An–8 és An–12 – és az ejtőernyővel történő deszantolás megjelenése után a Jak–14 alkalmazása egyre jobban visszaszorult.
1954-ben négy darab Jak–14-essel, melyeket négy Il–12-es vontatott, nagy távolságú repülést hajtottak végre az Északi-sarkra, az SZP–4 jelű kutatóállomásra. A gépek berendezéseket szállítottak a kutatóállomásra, közülük az egyik gép egy buldózert szállított.
A gép néhány példányát (legalább két-három gép, más források szerint kb. 10 darab) exportálták Csehszlovákiába is, ahol NK–14 típusjelzéssel (NK – nákladní klužak) üzemeltették 1956-ig. Ezek később valószínűleg visszakerültek a Szovjetunióba.